# Grande Outarde
Pour les articles homonymes, voir Outarde et Otis.
Otis tarda
Genre
Espèce
Statut de conservation UICN

 EN A3cd+4cd : En danger
Statut CITES
La Grande Outarde (Otis tarda), aussi appelée Outarde barbue, est une espèce d'oiseaux de la famille des Otididae. C'est la seule espèce du genre Otis. Elle est présente en Europe et en Asie tempérée, depuis l'Espagne, le Maroc et l'Angleterre jusqu'à la Chine, mais elle a disparu de nombreux pays et est aujourd'hui rare et vulnérable dans toute son aire de répartition.
C'est un grand oiseau qui vit dans les steppes, les prairies et les champs. Il est assez farouche, à l'aise au sol et maladroit en vol.
Les mâles de la grande outarde sont considérés comme les plus lourds oiseaux du monde capables de voler, et par conséquent il serait le plus lourd animal volant au monde actuellement, bien que les mâles de l'outarde kori qui peuplent les savanes africaines lui disputent ce titre, ainsi que les grands cygnes. C'est aussi l'oiseau avec le plus fort dimorphisme sexuel en termes de taille et de poids, car les mâles sont en moyenne 2,48 fois plus lourds que les femelles.

## Description

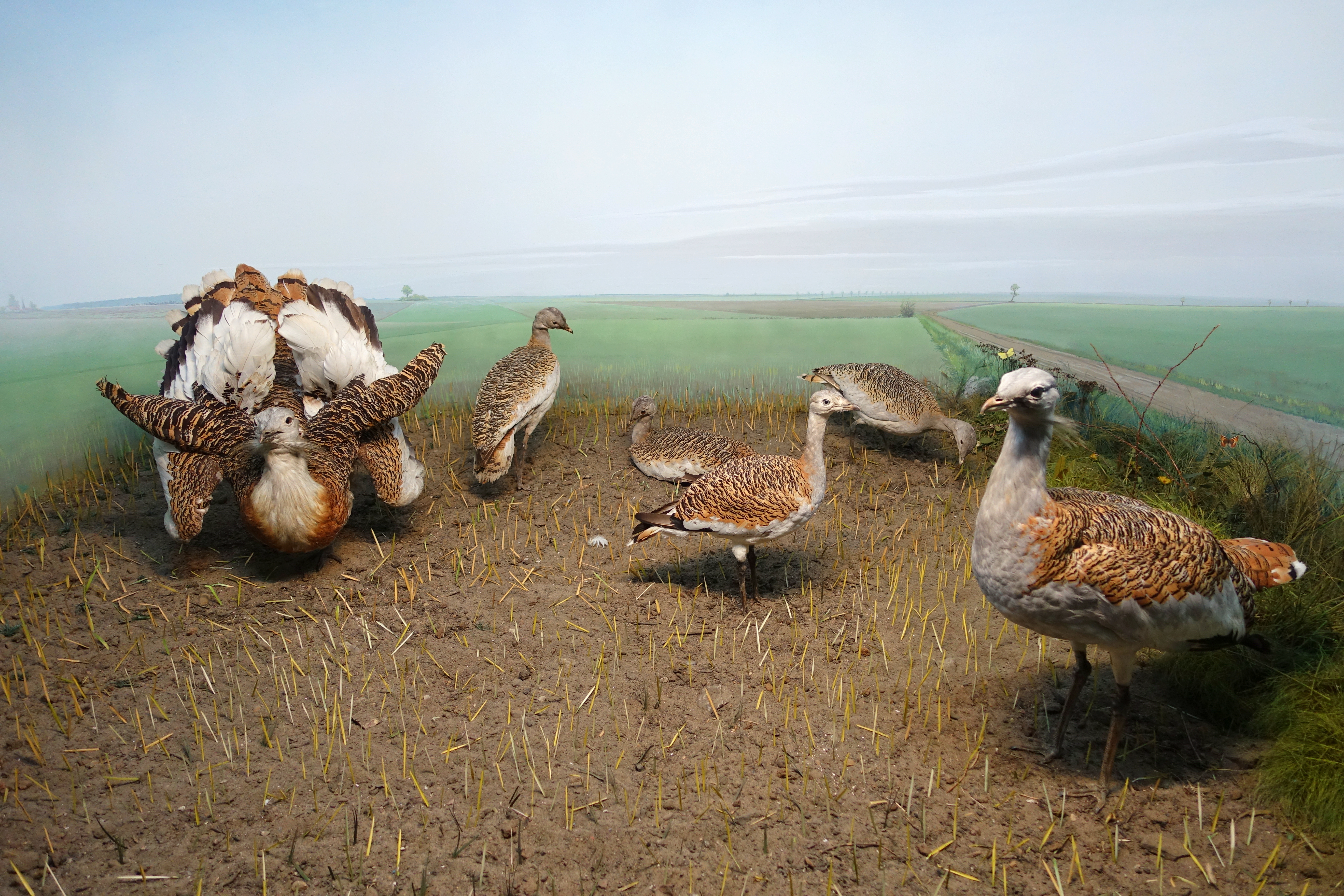
Spécimens naturalisés, mâles et femelles, montrant une parade nuptiale.

Le mâle pèse de 5,8 à 18 kg (les records les plus fiables connus sont de 19 kg en Espagne et 21 kg en Mandchourie). Il mesure de 90 à 105 cm de hauteur et jusqu'à 115 cm de longueur, avec une envergure de 2,10 à 2,70 m. La femelle est environ un tiers plus petite que le mâle en mesurant de 75 à 80 cm de hauteur et en pesant de 3,1 à 8 kg.
La grande outarde est un grand oiseau pie-brun aux pattes puissantes. Le mâle âgé possède des poils de barbe qui commencent au bec et vont à peu près jusqu'au milieu du cou. Lors de la parade nuptiale, les mâles soulèvent les plumes blanches des ailes et de la queue. Ils sont donc faciles à identifier de loin.

## Répartition

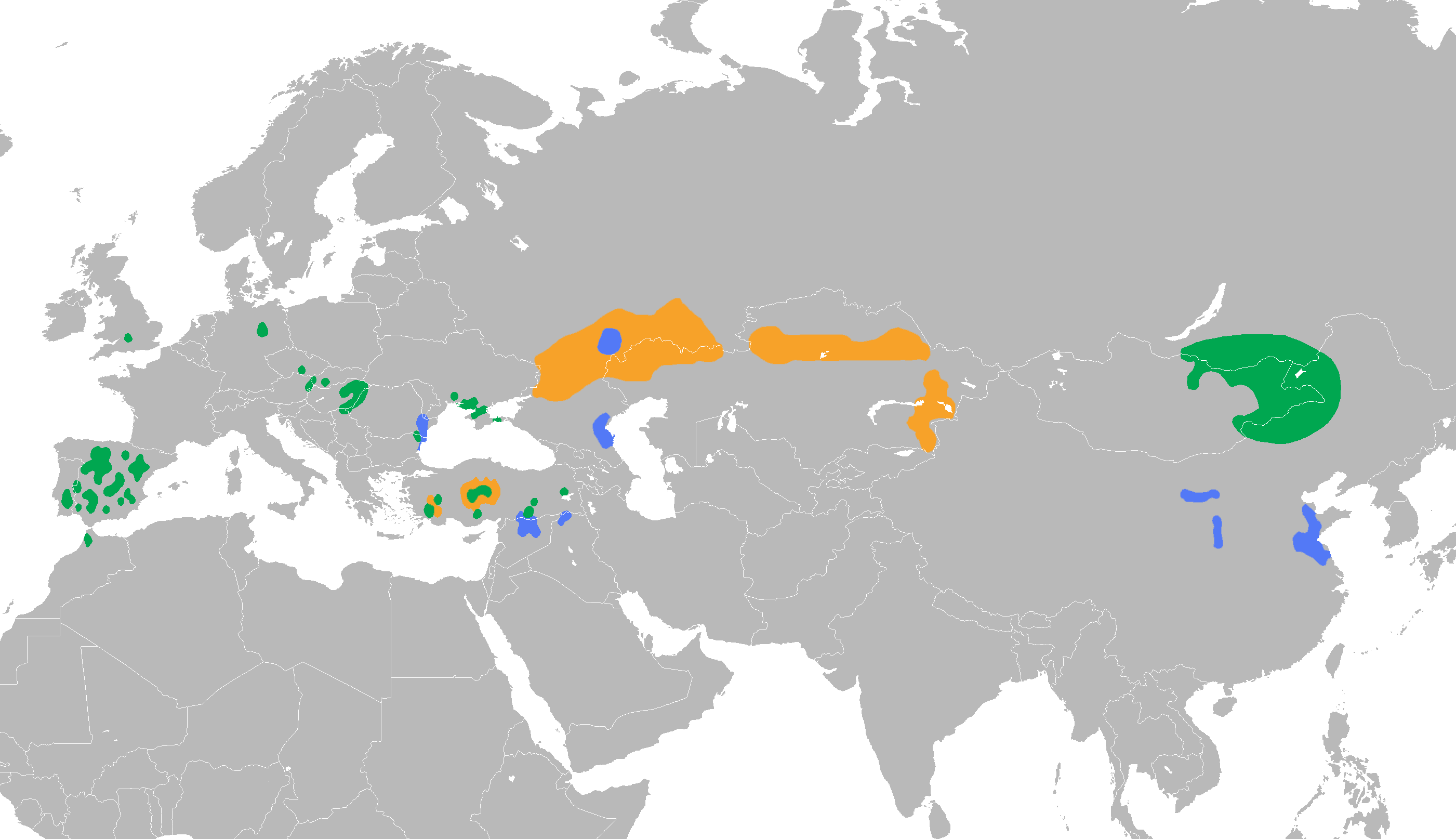
Carte de répartition de l'espèce. Vert: présence à l'année. Orange: présence estivale. Bleu: présence hivernale.

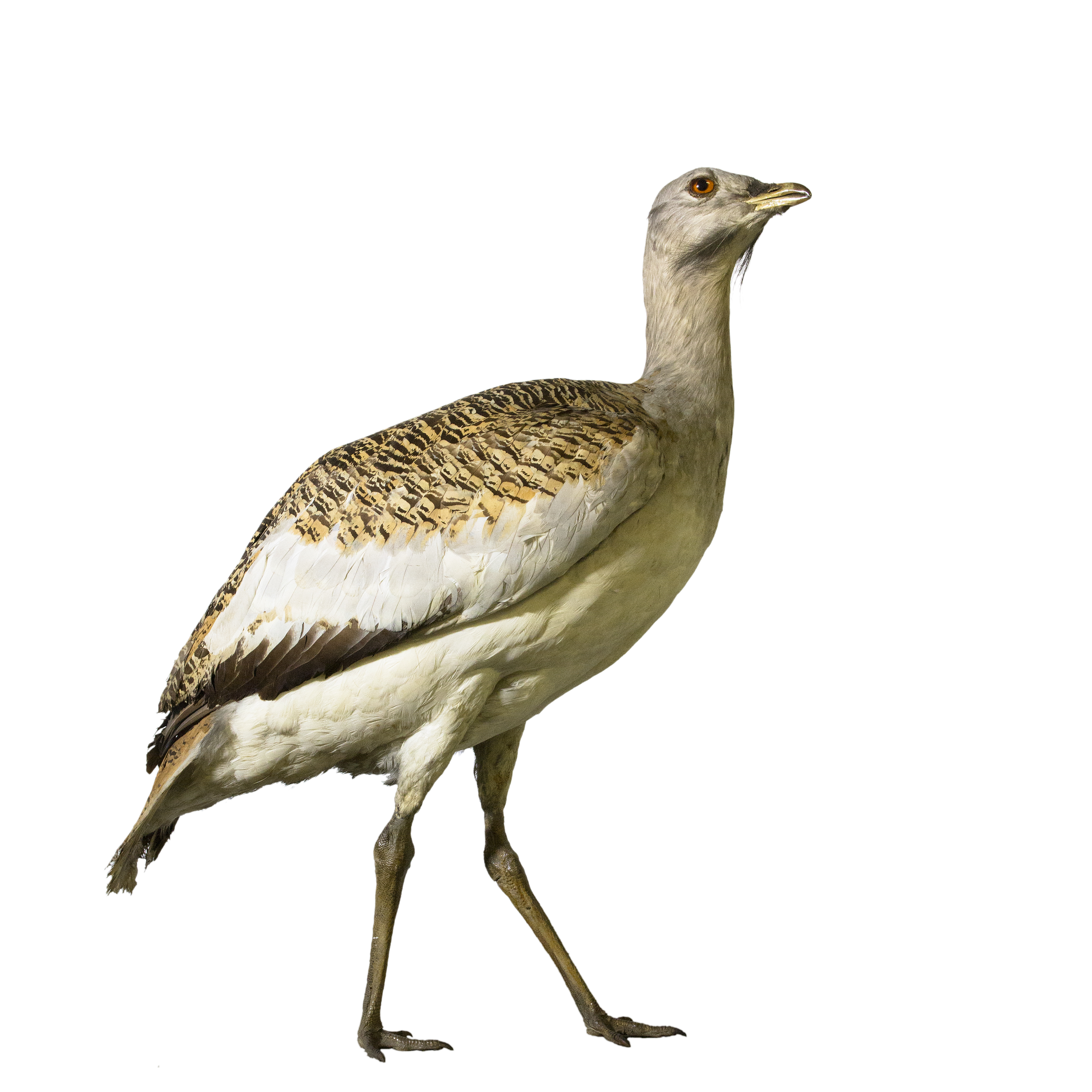
Grande outarde capturée en 1876 dans la région toulousaine - Muséum de Toulouse

Cette espèce semble originaire du biome de la steppe eurasienne, qui est le centre de son aire de répartition, mais elle s'adapte à tous types de prairies sous divers climats tempérés, et elle semble ainsi avoir beaucoup profité des déboisements opérés par l'homme à partir du Néolithique pour étendre son aire en Europe de l'Ouest et dans les régions méditerranéennes. Mais à partir du XIXe siècle, le développement de l'agriculture intensive (y compris dans la steppe eurasienne) et les reboisements de beaucoup d'anciennes zones pastorales, couplés à la chasse au fusil, ont causé un important déclin de l'espèce dans toute son aire de répartition. La grande outarde a aujourd'hui disparu en France ; on signalait encore sa présence dans le Haut-Rhin au milieu du XIXe siècle, comme oiseau de rivage.
Elle se rencontre de nos jours en groupes très isolés et sont localisées de l'Espagne et l'Angleterre à la Chine en passant par le sud de la Russie et la Mongolie. Elle a disparu dans la plupart des pays où elle était autrefois présente, et elle est actuellement très vulnérable dans tous les pays où elle subsiste, avec dans la plupart des cas des populations très faibles. La sous-espèce type Otis tarda tarda vit en Espagne (avec une population de 15 000 individus, l'Espagne abrite près de la moitié de l'effectif mondial de l'espèce), en Russie (10 000), en Hongrie (1 200), en Ukraine (550), au Portugal (500), en Autriche (100 au lac de Neusiedl, au lac Haring, dans les vignes et sur l'emplacement de la future troisième piste de l'aéroport de Vienne-Schwechat), au nord-est de l' Allemagne (100) et au Maroc (50). La variété orientale Otis tarda dybowskii vit en Mongolie (population estimée de 100 à 500 individus), en Extrême-Orient russe (de 100 à 200) et en Chine du Nord.
Pour la construction de ligne à grande vitesse Hanovre-Berlin fin 1996 des mesures ont été prises pendant les travaux et à la fin des travaux pour protéger les grandes outardes et leur conserver un biotope. Selon des études récentes, les responsables de la protection de la nature donnent une chance certaine de survie à cet animal dans la région de Belzig. Au printemps 2006, on a compté 101 grandes outardes dans le Brandebourg. Au milieu des années 1990, elles n'étaient que 57.
L'espèce avait disparu de Grande-Bretagne en 1832 et l'association "Great Bustard Group" a lancé une campagne de réintroduction dans la plaine de Salisbury en 2004. Initialement, les œufs utilisés pour ce programme étaient en provenance de Russie. En 2013, une étude génétique a démontré que les populations d'origines britanniques initial étaient plus proches des populations espagnoles. Cette découverte a entrainé une modification du plan de réintroduction, qui utilise désormais des œufs hispaniques, élevés avec la collaboration du zoo de Madrid. Ce programme de réintroduction de l'espèce est un succès et les populations gagnent en taille et en stabilité depuis les débuts du programme, pour atteindre une centaine d'individus,. Biens établis dans la plaine où ils ont été réintroduits, les oiseaux se sont dispersés jusqu'à plusieurs centaines de kilomètres. Quelques individus ont même traversé la Manche et ont été aperçus en France, du département de la Manche à l'Ariège. Aussi, une Grande Outarde aurait été repérée dans le Cotentin le 23 octobre 2021.

## Nidification
Creux au sol, non garni (2-3 œufs/1 ponte/avril-juin).

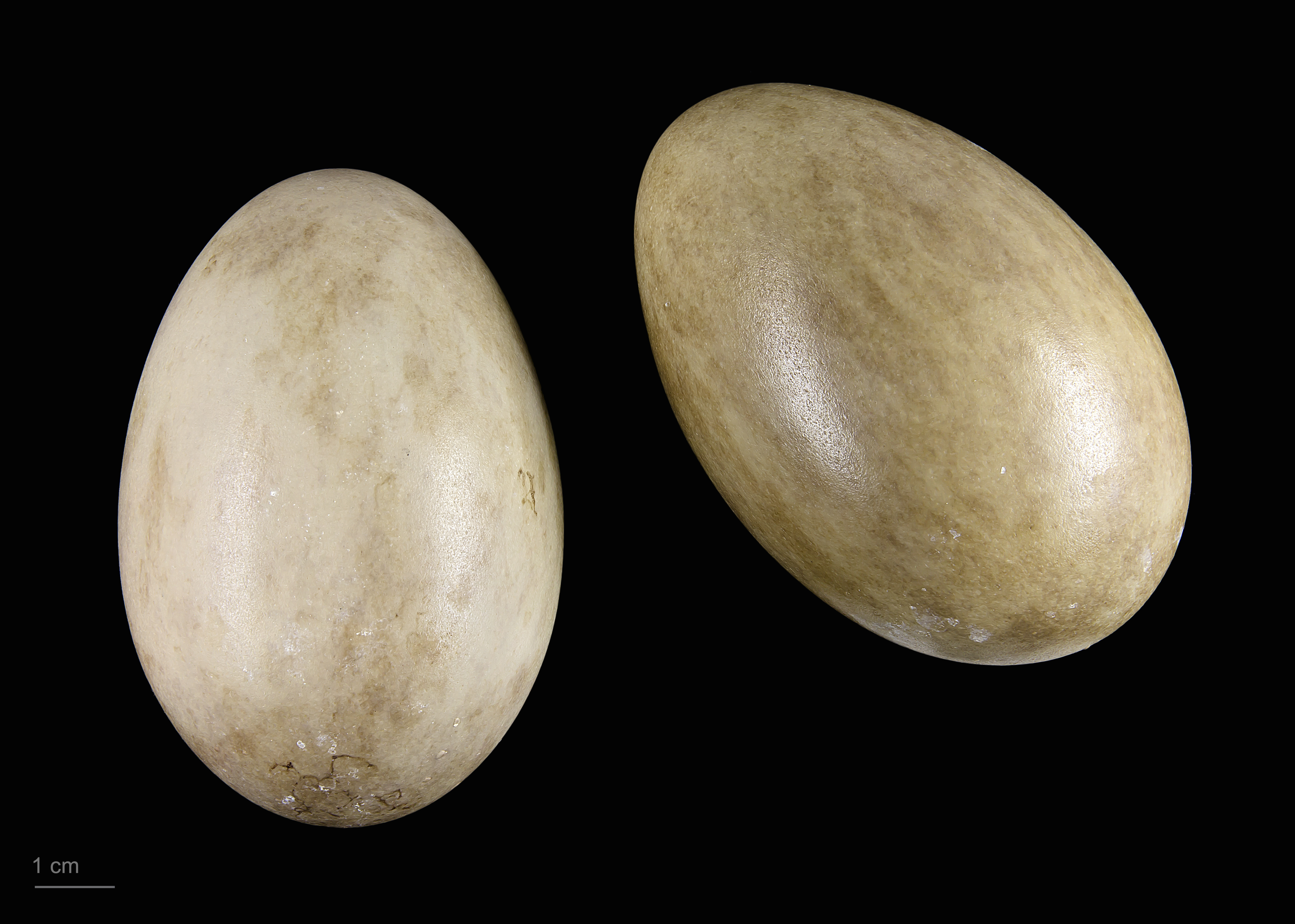
Otis tarda - MHNT

## Biotope

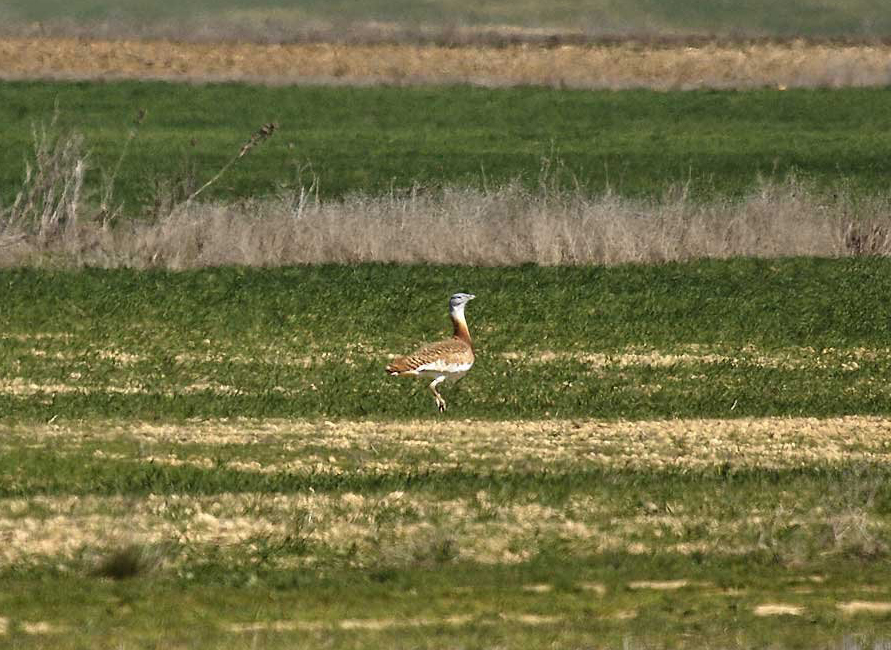
Grand outarde mâle dans un champ en Espagne.

Les grandes outardes vivent dans les champs, les steppes et les prairies.

## Alimentation
Les adultes se nourrissent d'herbe, de fruits, de graines, d'insectes et de petits sauriens. Les jeunes se nourrissent d'insectes.

## L'outarde dans la culture
Dans le quartier historique du Vieux Lyon il existe une ancienne devanture sculptée d'un marchand poulailler qui représente une outarde. Sous cette représentation est écrit :  "Je vaux mieux que tous les gibiers. 1708"

## Sous-espèces
D'après Alan P. Peterson, il existe deux sous-espèces :
- Otis tarda dybowskii Taczanowski, 1874 ;
- Otis tarda tarda Linnaeus, 1758.